# Eurygnathohippus
Eurygnathohippus es un género extinto de mamíferos perisodáctilo de la familia Equidae cuyos restos fósiles se han hallado principalmente en países africanos y los miembros de ese género allí vivieron desde el Mioceno hasta el período Cuaternario Fósiles de Eurygnathohippus también han sido reportados en sedimentos e finales del Plioceno de la meseta Potwar en Pakistán y las colinas Siwalik en el noroeste de la India.